# آرلن ووسکی آواکیان
آرلن ووسکی آواکیان (ارمنی: Առլեն Վաղինակի Ավագյան؛ انگلیسی: Arlene Voski Avakian؛ زادهٔ ۴ مهٔ ۱۹۳۹) تاریخ‌نگار، نویسنده و پژوهشگر ارمنی‌تبار اهل ایالات متحده آمریکا در زمینه‌های مطالعات زنان و تاریخچه تغذیه است.

## زندگی‌نامه
وی در ۴ مه ۱۹۳۹ به دنیا آمد و از دانشگاه ماساچوست در امهرست فارغ‌التحصیل گشت.  وی هیئت علمی دانشگاه ماساچوست در امهرست نیز می‌باشد.

## تالیفات
- Lion woman's legacy: an Armenian-American memoir, New York: Feminist Press at the City University of New York, 1992
- (ed.) Through the kitchen window: women explore the intimate meanings of food and cooking, Boston: Beacon Press, 1997
- (with Barbara Haber) From Betty Crocker to feminist food studies: critical perspectives on women and food, Amherst: University of Massachusetts Press, 2005